# Індукційний каротаж
Каротаж індукці́йний (рос. индукционный карот(т)аж; англ. inductive electro-magnetic logging; нім. Induktionslog n, Induktionsmessung f) — геофізичний метод дослідження у свердловинах, оснований на вимірюванні магнітного поля вихрових струмів, індукованих у гірських породах. Метод використовується для вивчення питомого електричного опору гірських порід, виявлення у розрізі нафтоносних пластів, дослідження тонкошаруватих розрізів. Превага індукційного каротажу порівняно з іншими видами електричного каротажу в тому, що живильні і приймальні пристрої не вимагають безпосереднього контакту із буровим розчином і стінкою свердловини. Це дозволяє застосовувати його у сухих або у свердловинах з непровідним буровим розчином.